# قلعه لینما

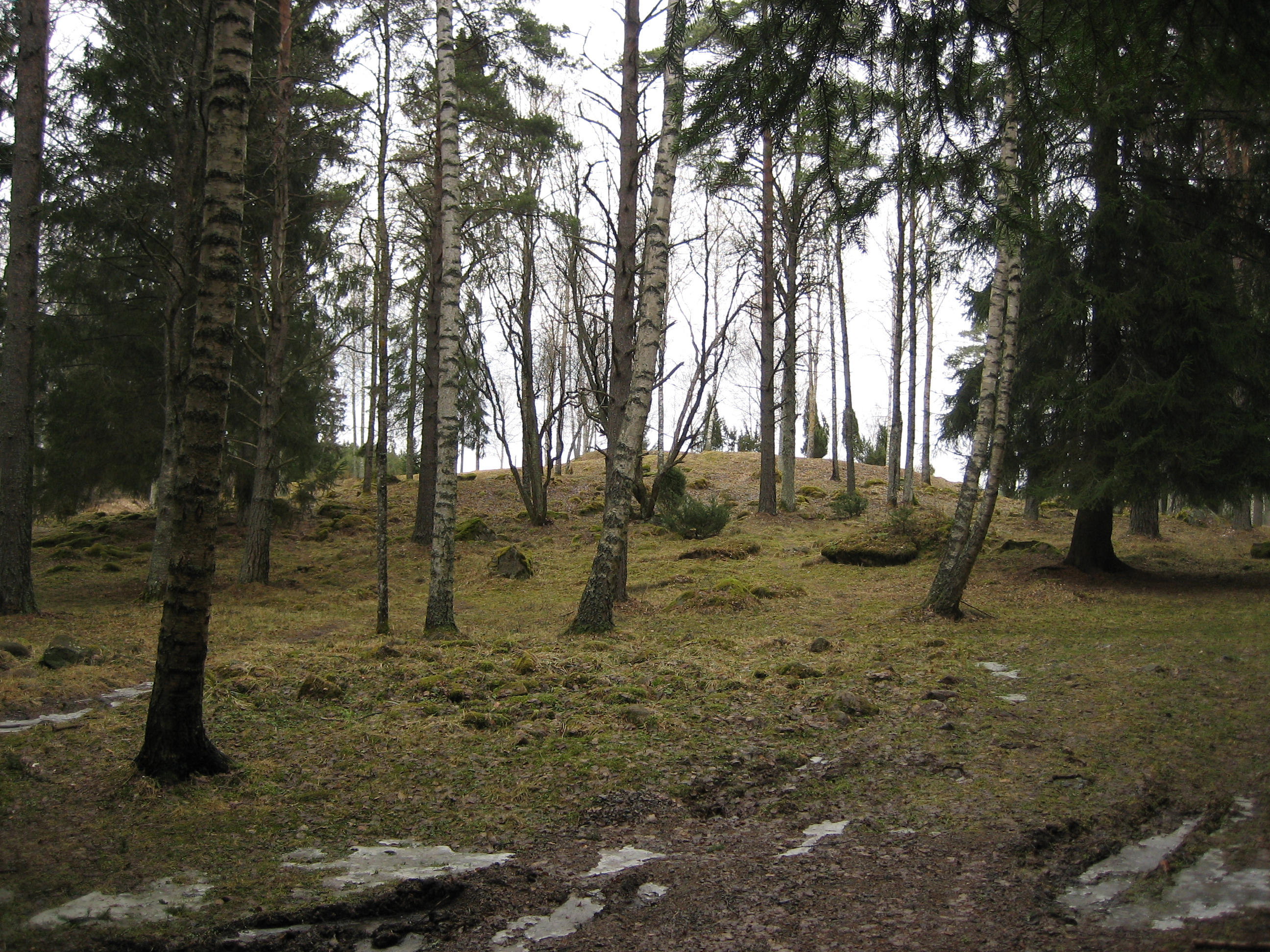
نمای بیرونی از قلعه در اوایل آوریل

قلعه لینما (انگلیسی: Liinmaa Castle) یک قلعه قرون وسطایی در اورایوکی در منطقه ساتاکونتا در فنلاند بود. این قلعه از چوب و آجر ساخته شده و امروزه تنها دیوارهای خاکی آن باقی مانده‌است. با توجه به کاوش‌های انجام شده در سال‌های ۱۹۷۰ و ۲۰۰۴–۲۰۰۵، مشخص شد این قلعه در قرن‌های ۱۴ و ۱۵ مورد استفاده قرار گرفته‌است. سایت با دقت نگهداری می‌شود.